# Подпеч-над-Марофом
Подпеч-над-Марофом (словен. Podpeč nad Marofom) — поселення в общині Шентюр, Савинський регіон, Словенія. 
Висота над рівнем моря: 581,7 м.